# Misfits
Misfits je americká punková skupina, považovaná za zakladatele punkového podžánru horror punk.

## Historie
Skupina vznikla roku 1977 v Lodi, New Jersey. Zakládajícími členy byli zpěvák Glenn Danzig, bubeník Manny Martínez a basák Jerry Only. Pozornost poutá hlavně ďábelský image inspirovaný horory a jejich logo – bizarní rozpadávající se bílá lebka na černém pozadí. Netrvalo dlouho a mezi Američany se skupina stala kultovní záležitostí. Začátkem roku 1980 do skupiny přišel nový kytarista, Jerryho mladší bratr s uměleckým jménem Doyle Von Frankenstein. V tomto období byla vystoupení skupiny velmi divoká, někdy přerostla až v násilné incidenty. I to přispělo k tomu, že se roku 1983 kapela rozpadla.
V roce 1995 došlo na reunion, ovšem už bez Glenna Danziga. Jerry Only s Doylem, kteří vlastnili práva na název skupiny, za něj nalezli náhradu v podobě člena skupiny Valmont Michalea Gravese. V následujících letech se skupina objevovala na pódiích jen zřídka. V roce 1997 vydali album American Psycho a roku 1999 vydali album s názvem Famous Monsters. V roce 2003 album Project 1950 s coververzemi písní z 50. let.
V říjnu 2011 Misfits ve složení Jerry Only, Dez Cadena (ex-Black Flag) a Eric "Chupacabra" Arce (ex-Murphy's Law) vydali nové album The Devil's Rain.
Misfits v České republice několikrát vystoupili, naposledy v roce 2012 na festivalu Pod parou.

## Vliv na rockovou hudbu
Především produkce z prvního období existence (do roku 1983), kdy autorsky dominoval Glenn Danzig, dosáhla nebývalého vlivu na rockovou hudbu (hlavně v USA). Coververze písní nahrály některé z nejvýznamnějších rockových, heavy metalových a punkových skupin, např. Guns N' Roses píseň "Attitude", Metallica písně "Last Caress", "Green Hell" a "Die, Die My Darling", Green Day píseň "Hybrid Moments". Guns N' Roses a Metallica je zařazují i na koncertech.

## Členové

### Současná sestava
- Glenn Danzig – zpěv (1977–1983, 2016–dosud)
- Jerry Only – baskytara, doprovodné vokály (1977–1983, 1995–dosud), zpěv (2001–2016)
- Doyle Wolfgang von Frankenstein – kytara (1980–1983, 1995–2001, 2016–dosud)
- Dave Lombardo – bicí (2016–dosud)[5]
- Acey Slade – rytmická kytara, doprovodné vokály (2016–dosud)

### Bývalí členové
- Manny Martínez – bicí (1977)
- Franché Coma – kytara (1977–1978, host v roce 2006)
- Mr. Jim – bicí (1977–1978)
- Joey Image – bicí (1978–1979, host v roce 2000)
- Bobby Steele – kytara, doprovodné vokály (1978–1980)
- Arthur Googy – bicí (1980–1982)
- Robo – bicí (1982–1983, 2001, 2002, 2005–2010)
- Dr. Chud – bicí, doprovodné vokály (1995–2000)
- Michale Graves – zpěv (1995–2000, host v roce 2001)
- Marky Ramone – bicí (2001–2005, host v letech1997, 1998)
- Dez Cadena – kytara, doprovodné vokály (2001–2015)
- Chupacabra – bicí (2010 – 2016, host v letech 2000, 2001)
- Jerry Other – kytara, doprovodné vokály (2014–2016)
- Marc Rizzo – kytara (2015)

## Diskografie
- 1978 – Static Age (vyšlo až v roce 1997)
- 1982 – Walk Among Us
- 1983 – Earth A.D./Wolfs Blood
- 1997 – American Psycho
- 1999 – Famous Monsters
- 2003 – Project 1950
- 2011 – The Devil's Rain